# Anton Pieckplein

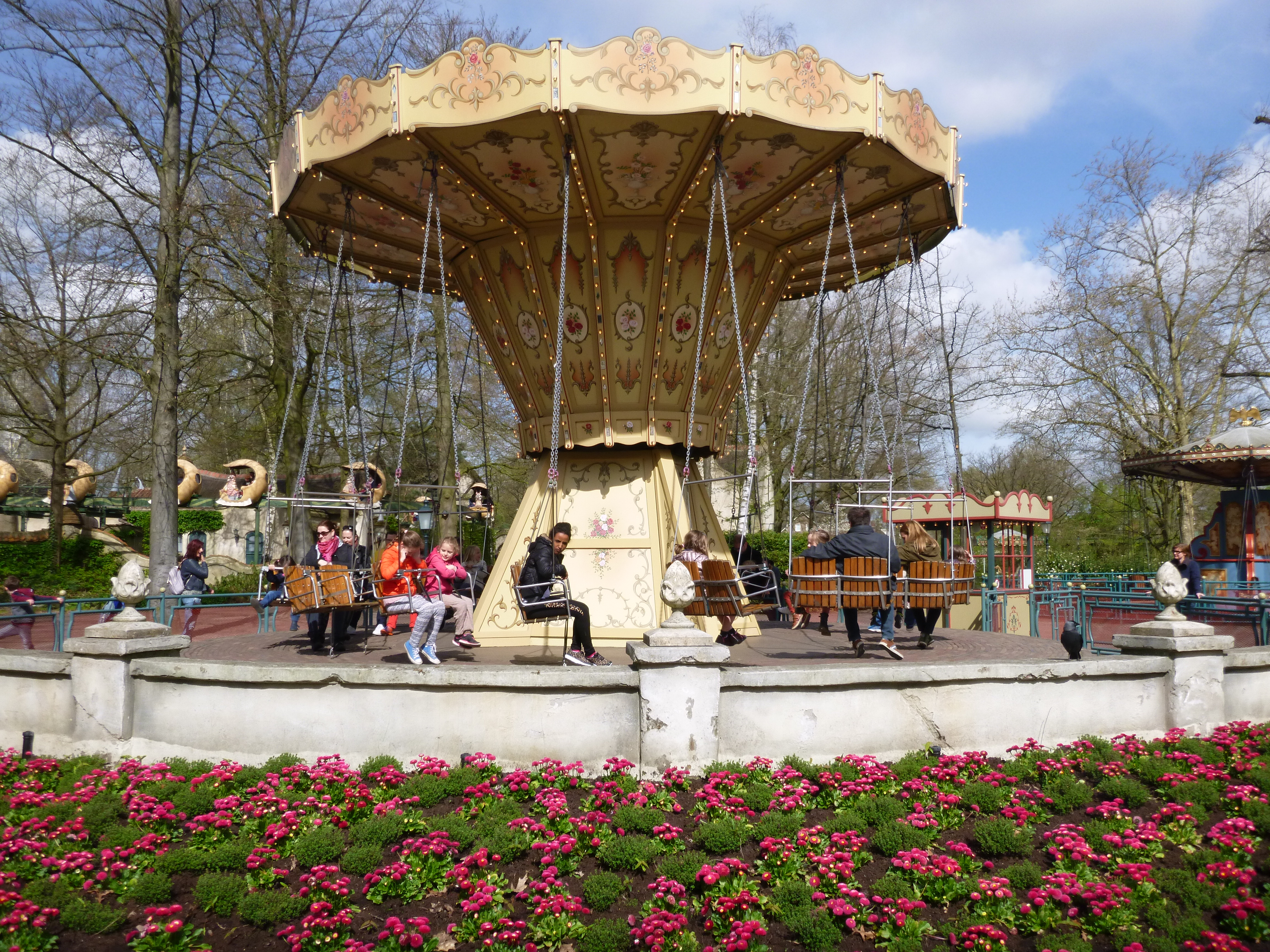
Grote Zweefmolen

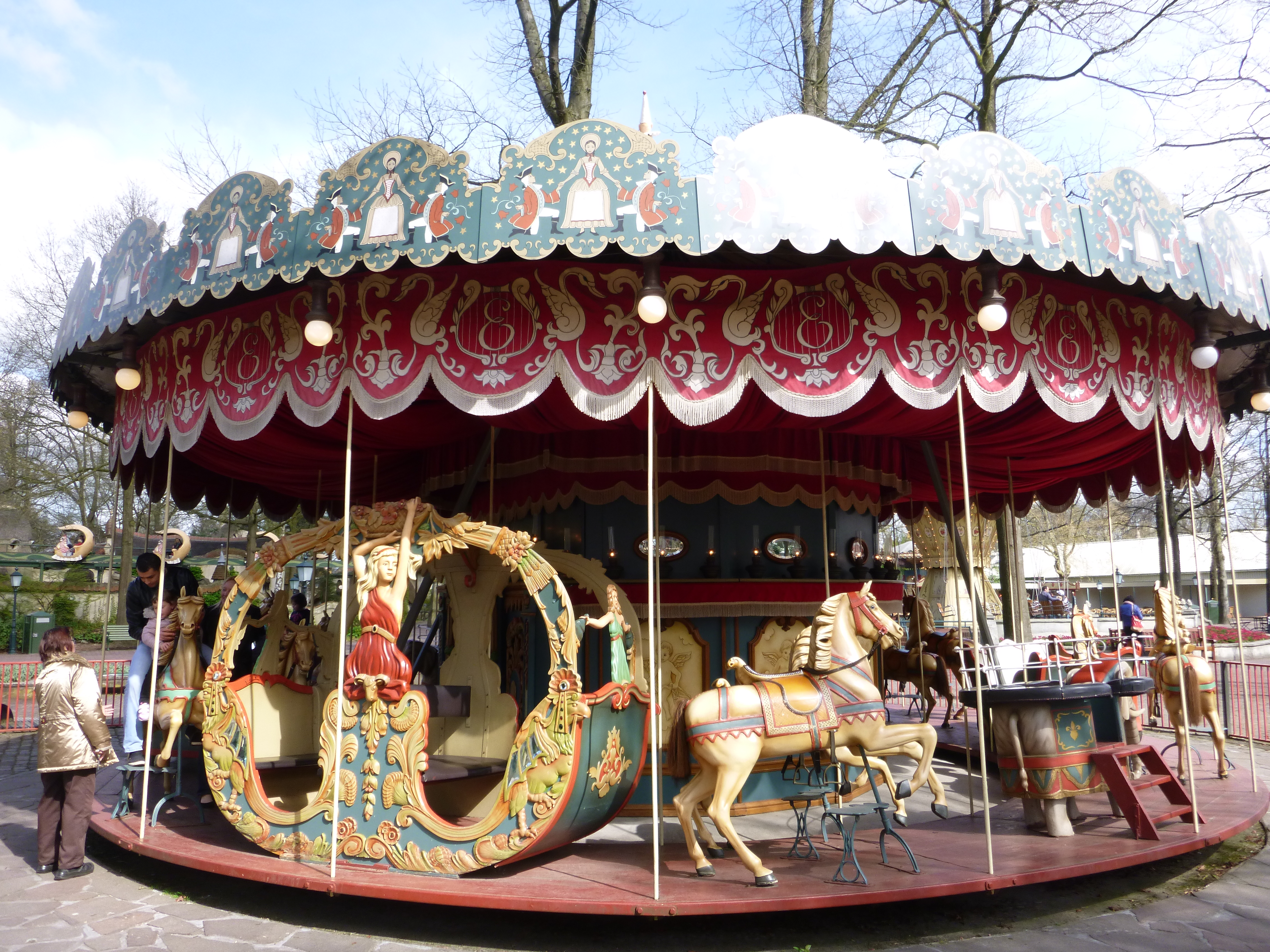
Anton Pieckcarrousel

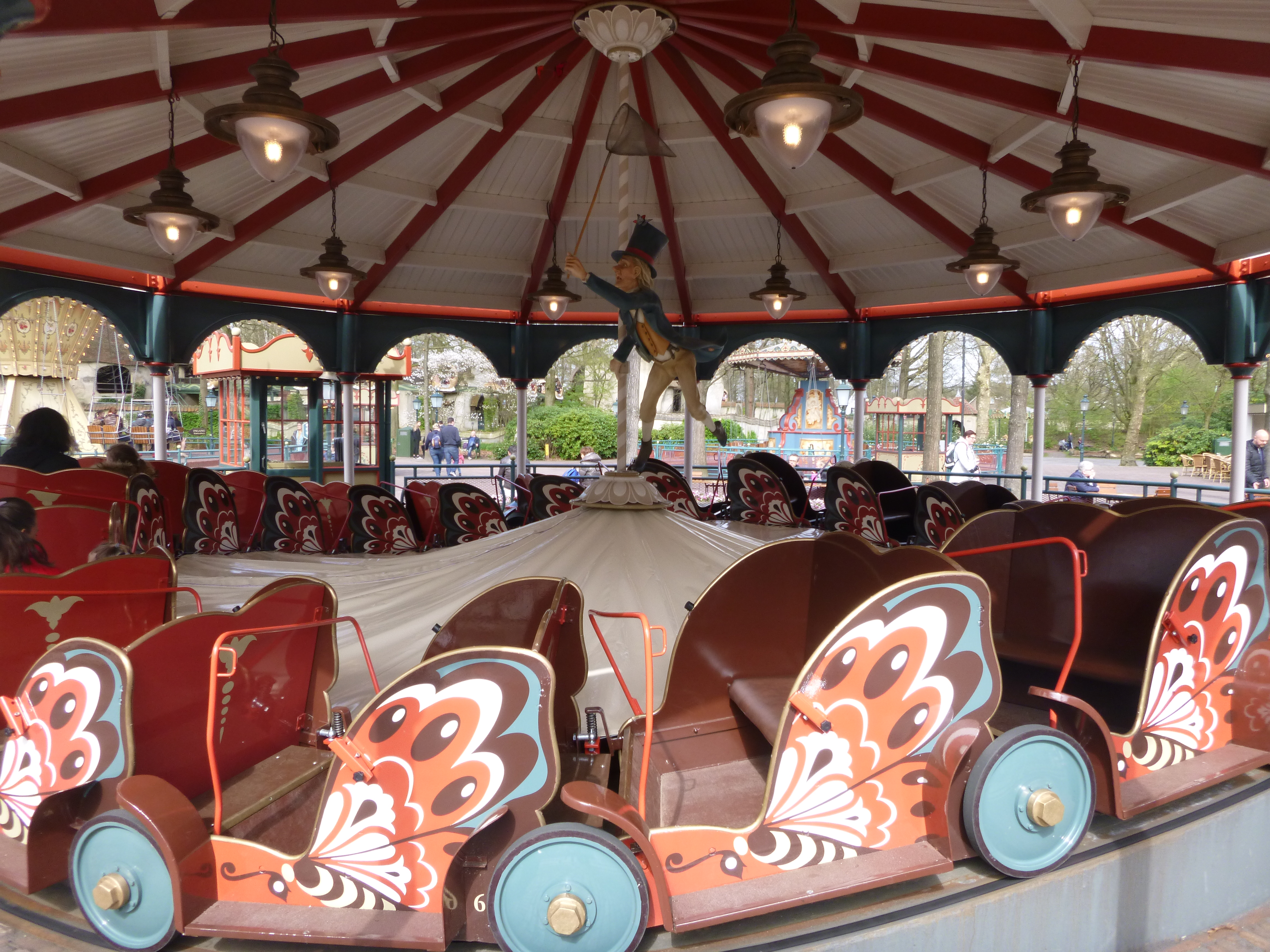
Vlindermolen

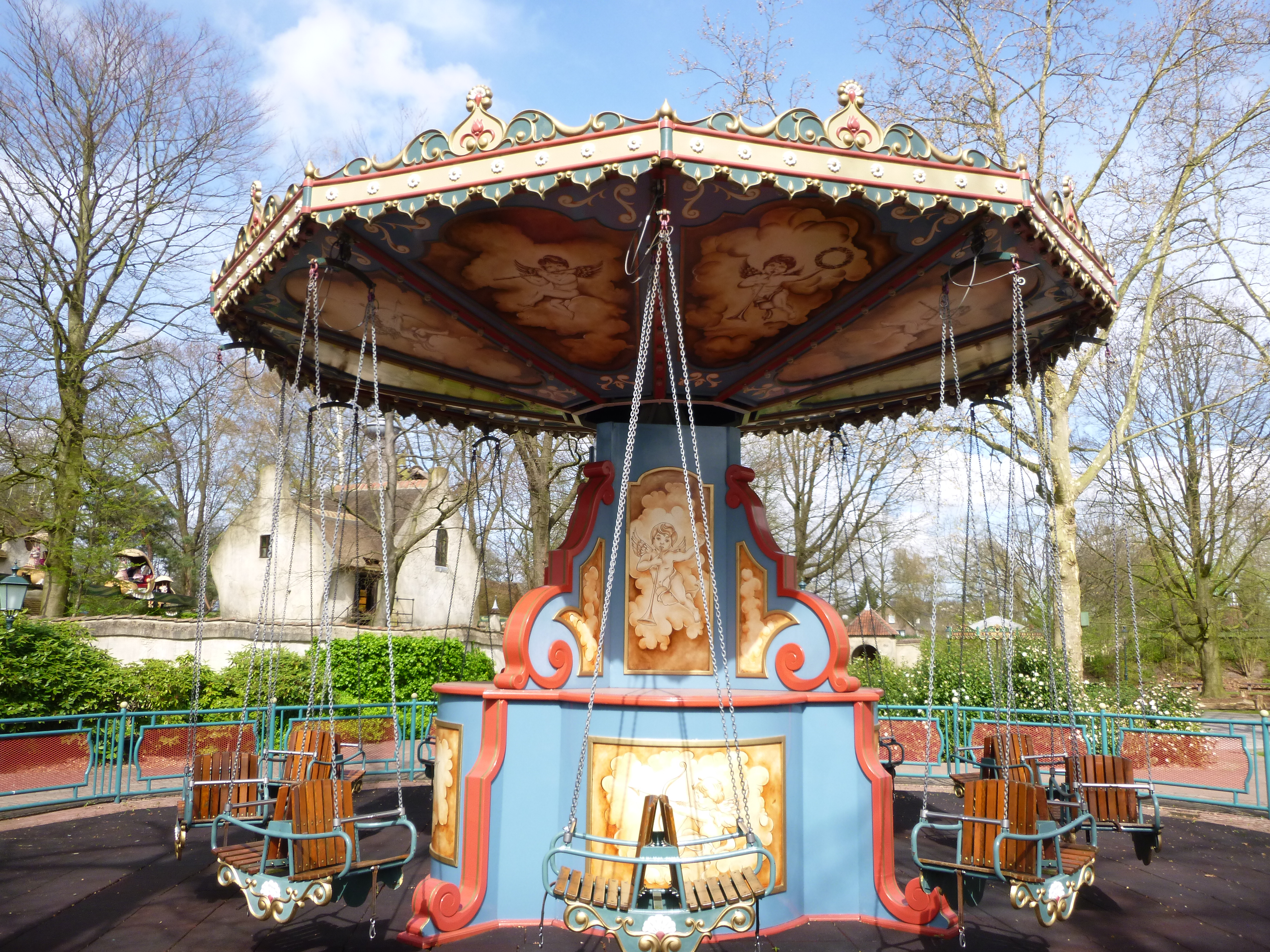
Kleine Zweefmolen

Het Anton Pieckplein is een plein in het Nederlandse attractiepark de Efteling. Het plein is genoemd naar Anton Pieck, die als ontwerper als een van de grondleggers van het park wordt gezien. Het plein valt op door haar nostalgische sfeer en biedt plaats aan verschillende antieke draaimolens, diverse horecapunten, het Efteling Museum en enkele naar sprookjesfiguren gethematiseerde standbeelden en verkoopautomaten. 
Het oorspronkelijke plein werd in 1954 aangelegd naar ontwerp van Anton Pieck zelf en is reeds sinds dat jaar naar Pieck vernoemd als erkenning voor zijn grote invloed op het succes van het Sprookjesbos. Doorheen de jaren is het plein vergroot door een geleidelijke samensmelting met een deel van de voormalige speeltuin van het park. De laatste uitbreiding vond in 2003 plaats met de toevoeging van een door Michel den Dulk ontworpen rij ouderwetse gevels. 

## Bezienswaardigheden

### Draaimolens
- De Anton Pieckcarrousel kenmerkt zich door een eenvoudige versiering. De molen is in 1955 door de Efteling aangekocht en destijds door Anton Pieck zelf opnieuw vormgegeven. De molen wordt muzikaal begeleid door draaiorgel de Pelikaan.
- De Carrousel van Giezen en Vermolen of kortweg Vermolenmolen stamt oorspronkelijk uit ca. 1865 en reisde lange tijd over de Nederlandse kermissen, totdat hij in 1995 door de Efteling werd aangekocht en gerestaureerd. Ook deze molen is voorzien van een echt blaasorgel.
- De Vlindermolen is een kleine rupsbaan die zich sinds 1977 in de Efteling bevindt. Centraal op de molen staat een standbeeld van het personage Mijnheer Prikkebeen.
- De Grote en Kleine Zweefmolen zijn twee kleine zweefmolens. De Grote Zweefmolen werd aangekocht in 1977 en heeft plaats voor 32 mensen, terwijl de Kleine sinds 1950 in het park te vinden is en plaats heeft voor 22 personen. De twee molens werden in respectievelijk 2020 en 2023 gerestaureerd.[1][2]

### Andere attracties
- Drinkebroer (1954): Een waterpomp in de vorm van een mannetje dat uit een bierpul drinkt.
- Poppentheater (1954): Een klein huisje waar periodiek poppenkastvoorstellingen worden gehouden.
- De Ganzenhoedster (1955): Een standbeeld van de hoofdfiguur uit het gelijknamige sprookje.
- De Stenen Kip (1955): Een verkoopautomaat in de vorm van een eierleggende kip.
- Zwaan Kleef Aan (1958): Een kleinschalige uitbeelding van het sprookje De gouden gans.
- De Gekroonde Eend (1960): Een automaat in de vorm van een eend met een kroon op.
- Smidje (2003): Een automaat die pins verkoopt en een kleine animatronic van een smid bevat.
- De Bremer Stadsmuzikanten (2003): Een fontein met daarbovenop een beeldje van de vier dieren uit het gelijknamige sprookje.

Ten slotte zijn op het plein ook twee versies van de gethematiseerde afvalbak Holle Bolle Gijs te vinden: de originele Speeltuin Gijs uit 1959, en Moeder Gijs uit 1970.  

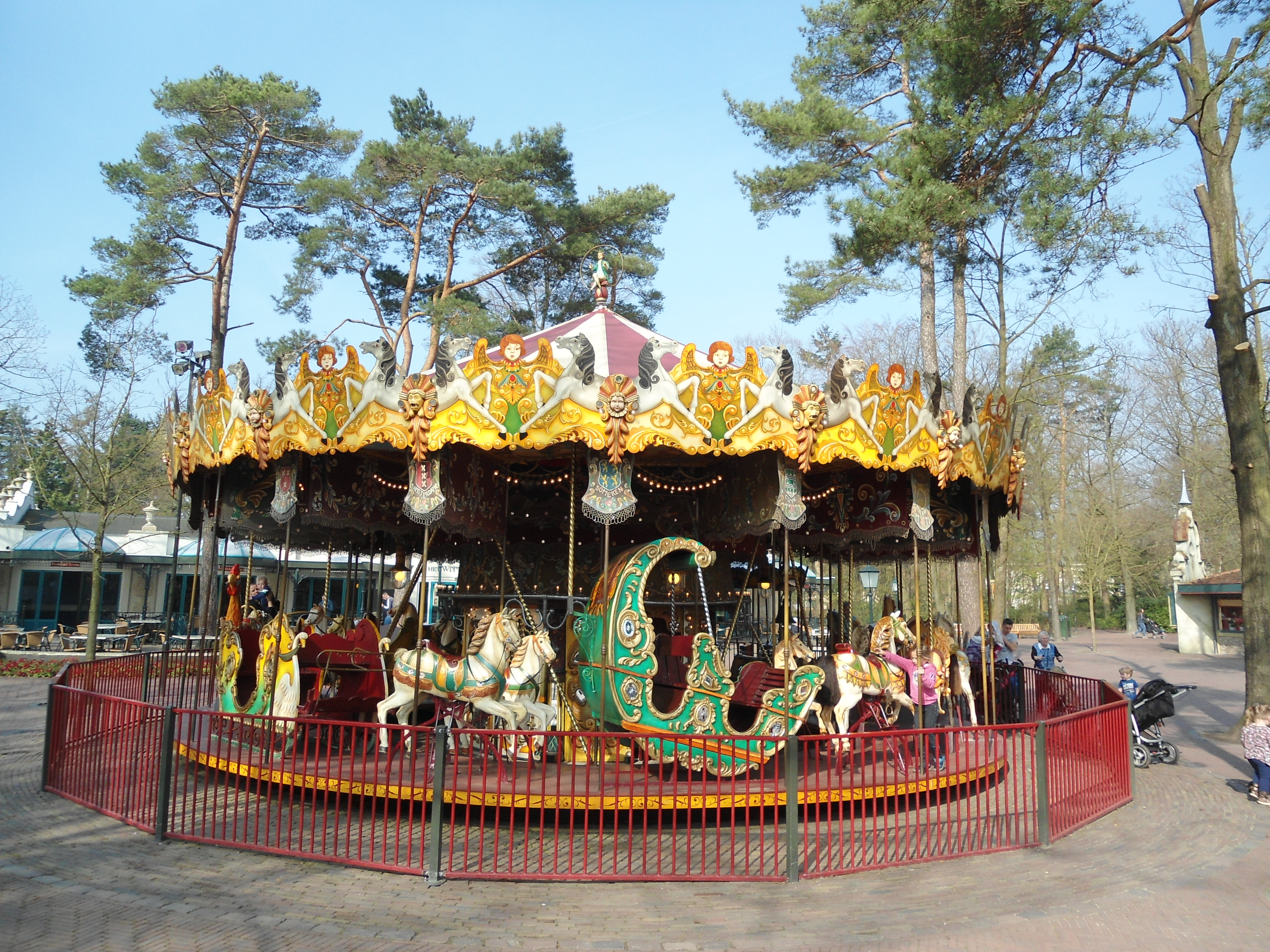
De Carrousel van Giezen en Vermolen